# Niquía (métro de Medellín)
Niquía est une station du métro de Medellín sur la ligne A, à Bello en Colombie. 